# 神奈川県道24号横須賀逗子線
神奈川県道24号横須賀逗子線（かながわけんどう24ごう よこすかずしせん）は、神奈川県横須賀市と逗子市を結ぶ県道（主要地方道）である。

## 概要
三浦半島の付け根付近を横断し、東京湾側と相模湾側を連絡する主要道路である。逗子市内「銀座通入口」交差点 - 「田越橋」交差点間は神奈川県道311号鎌倉葉山線と重複する。
- 総延長：6.1km
- 起点：横須賀市船越町五丁目 船越町交差点（国道16号接続）
- 終点：逗子市桜山八丁目 渚橋交差点（国道134号・神奈川県道207号森戸海岸線接続）
- Google マップ - 一方通行区間を含むため終点→起点方向に記述

## 路線状況・交差する道路
- 神奈川県横須賀市
  - 船越町交差点（国道16号）
  - 立体交差（京急本線）
  - 沼間隧道
- 神奈川県逗子市
  - 立体交差（横浜横須賀道路）
  - 沼間跨線橋（横須賀線）
  - 逗子インターチェンジ（横浜横須賀道路・逗葉新道）
  - 逗子橋（田越川）
  - 踏切（名称不明）（京急逗子線）
  - JR逗子駅前交差点（神奈川県道205号金沢逗子線支線）
この間起点方向への一方通行区間
  - 銀座通入口交差点（神奈川県道311号鎌倉葉山線）
  - 田越橋（田越川）
  - 田越橋交差点（神奈川県道311号鎌倉葉山線）
  - 渚橋交差点（国道134号・神奈川県道207号森戸海岸線）

## 地理

### 通過する自治体
- 神奈川県
  - 横須賀市 - 逗子市

### 周辺の施設
- 京急田浦駅
- 沼間公民館
- 逗子市立沼間小学校
- JR東逗子駅
- 逗子市消防本部
- 逗子市立逗子小学校
- 京急逗子・葉山駅
- 逗子市役所
- JR逗子駅
- 聖マリア小学校
- 蘆花記念公園
- 逗子湾
- 神奈川県警 逗子警察署
- 逗子市福祉会館